# Sąd (logika)
Sąd w sensie logicznym (często w krótkiej formie: sąd) – znaczenie zdania w sensie logicznym. Ten sam sąd odpowiada różnym zdaniom mającym to samo znaczenie logiczne (np. zdaniom wypowiedzianym w różnych językach). Od sądów w sensie logicznym odróżnia się sądy w sensie psychologicznym, stanowiące przeżycia odpowiadające sądom w sensie logicznym. Sądy w sensie logicznym można też określić odmiennie - nie jako znaczenia zdań wyrażające pewne przeżycia, ale jako to, co wspólne pewnym klasom sądów w sensie psychologicznym.
Sądom w sensie logicznym przysługuje cecha prawdziwości lub fałszywości, podobnie jak zdaniom. Prawdziwy jest sąd będący znaczeniem zdania prawdziwego, fałszywy zaś sąd będący znaczeniem zdania fałszywego. 